# Groupe du Rassemblement démocratique
 (mai 2025).
 (signalé en mai 2025).
Si vous disposez d'ouvrages ou d'articles de référence ou si vous connaissez des sites web de qualité traitant du thème abordé ici, merci de compléter l'article en donnant les références utiles à sa vérifiabilité et en les liant à la section « Notes et références ».
- Archive Wikiwix
- Bing
- Cairn
- DuckDuckGo
- E. Universalis
- Gallica
- Google
- G. Books
- G. News
- G. Scholar
- Persée
- Qwant
- (zh) Baidu
- (ru) Yandex
- (wd) trouver des œuvres sur Wikidata

## Groupe siégeant à l'Assemblée
La formation administrative des non-inscrits (FANI) est un groupe de députés ayant siégé à l'Assemblée Nationale française de 1958 à 1967.
- Devient en juillet 1959 le Groupe de l'Entente démocratique (ED, 1959-1962).
- Devient ensuite en 1962 le groupe du Rassemblement démocratique (RD, 1962-1967)

Ce groupe est composé de députés du centre laïc : 
- Parti républicain, radical et radical-socialiste (PRS)
- Centre républicain (CR)
- Union démocratique et socialiste de la Résistance (UDSR)

## À l'issue des élections législatives
- 1958 : la FANI compte 40 députés
- 1962 : RD compte 39 députés (dont 4 apparentés)